# 加拿大全球事务部
加拿大全球事务部（英語：Global Affairs Canada, GAC），法定名称为加拿大外交、贸易和发展部（英語：Department of Foreign Affairs, Trade and Development），是加拿大政府负责外交、领事关系、国际贸易、国际人道主义救援等工作的行政部门。

## 历史

### 初创
1909年6月1日，加拿大自治领政府成立对外事务部（英語：Department of External Affairs；外事部），最初的办公地址在渥太华市中心一家理发店上方的简陋办公室内。作为英联邦自治領，当时的加拿大刻意避免使用“外交”（Foreign Affairs）一词，而选用“对外事务”（External Affairs）对该部的名称加以表述。加拿大联邦成立初期，其外交政策仍然由英国控制。第一次世界大战期间和战后，加拿大自身对其外交政策的控制权逐步加大。《1931年威斯敏斯特法令》标志着加拿大在外交领域取得完全自主权。然而由于历史传统，“对外事务”（External Affairs）一词在当时被保留下来。
1892年，贸易与商务部（英語：The Department of Trade and Commerce）及其所属的贸易专员局获准成立。1969年，贸易与商务部同工业部整合，组建工业贸易与商务部（英語：Department of Industry Trade and Commerce，ITC）:454-457。对外事务部和工业贸易与商务部共同维持加拿大海外办事处网络，并保持不同程度的协调配合关系:454-457。
1968年，在科伦坡计划实施的背景下，加拿大国际开发署在对外事务部下属机构对外援助办公室的基础上成立:198-199。

### 重组
20世纪70年代及80年代初，加拿大政府在确保加拿大驻外办事机构间协调配合方面付诸了更多努力，并加强了加拿大驻外使领馆馆长（大使、高级专员、总领事）在领区驻外机构中的领导作用。1979年，加拿大总理查尔斯·约瑟夫·克拉克决心整合该国的传统外交系统、贸易专员系统和移民外事系统。1982年2月，加拿大总理皮埃尔·特鲁多决定推动新的《对外事务部法案》，将对外事务和国际贸易职责整合在一个部门里，组建对外事务和国际贸易部（英語：Department of External Affairs and International Trade）:449-451。1983年，加拿大国会通过了《对外事务部法案》:230。同时，还将加拿大工业贸易与商务部的工业管理职责与区域经济发展部整合，组建区域产业发展部。
1993年，加拿大政府将对外事务和国际贸易部更名为外交和国际贸易部（英語：Department of Foreign Affairs and International Trade）。1995年的一项国会法令正式批准了该部的更名事宜。改革后，外交和国际贸易部设立外交部长、国际贸易部长2个内阁部长职位:198-199。
2003年12月，加拿大内阁决定将外交和国际贸易部拆分为加拿大外交部（英語：Foreign Affairs Canada）和加拿大国际贸易部（英語：International Trade Canada）2个内阁部门。然而，加拿大下议院于2005年2月在第一次投票中否决了关于正式撤销外交和国际贸易部的法案。其后，加拿大政府仍在未经议会法案批准的情况下，保持了外交部、国际贸易部的行政分离关系:224。
2006年初，新上台的斯蒂芬·哈珀政府决定将加拿大外交部与加拿大国际贸易部重新合并，成立外交和国际贸易部（英語：Department of Foreign Affairs and International Trade，又称）:224。

### 近况
2013年3月21日，保守党政府向加拿大国会提交综合预算法案，提议将外交和国际贸易部与加拿大国际开发署合并，组建外交、贸易和发展部（英語：Department of Foreign Affairs, Trade and Development）。该法案于2013年6月26日得到加拿大总督御准。
2015年11月4日，贾斯廷·特鲁多率领的加拿大自由党政府宣布将加拿大外交、贸易和发展部在加拿大联邦识别计划下的公开指定名称修改为“加拿大全球事务部”（英語：Global Affairs Canada），该部的法定名称仍保持不变。

## 机构设置
加拿大全球事务部分为加拿大外交部长、加拿大国际贸易部长、加拿大国际发展部长、加拿大法语国家事务部长四大主官。外交部长下设副部长（Deputy Minister）、助理副部长（Associate Deputy Minister）两级职务；国际贸易部长下设副部长（Deputy Minister）职务；国际发展部长下设副部长（Deputy Minister）、高级助理副部长（Senior Associate Deputy Minister）两级职务。同时，全球事务部设置外交部常任秘书、外交部领事事务常任秘书、国际贸易和多元化部常任秘书、国际发展部常任秘书四个事务官职务。
加拿大全球事务部设置下列机构：

### 外交部长所属机构
- 北美局
- 拉丁美洲和加勒比局
- 欧洲、中东和马格里布局
- 亚洲和非洲局

### 国际贸易部长所属机构
- 贸易专员局（英语：Trade Commissioner Service）
- 加拿大出口发展局（英语：Export Development Canada）
- 加拿大商业公司（英语：Canadian Commercial Corporation）

### 国际发展部长所属机构
- 国际发展研究中心（英语：International Development Research Centre）

### 其他内设机构
- 战略规划和政策司
- 领事、安全和应急管理司
- 全球性议题司
- 国际安全司
- 国际商务发展、投资与创新司
- 贸易政策与谈判司
- 国际化平台司
- 法务顾问司
- 人力资源司
- 行动财务与运营司